# شون غوس
شون غوس (بالألمانية: Sean Goss) هو لاعب كرة قدم ألماني، ولد في 1 أكتوبر 1995 في فغبرغ في ألمانيا. لعب مع مانشستر يونايتد.

## وصلات خارجية
- شون غوس على موقع قاعدة بيانات كرة القدم.إي يو (الإنجليزية)
- شون غوس على موقع Soccerbase.com (لاعب) (الإنجليزية)
- شون غوس على موقع Soccerway.com (الإنجليزية)
- شون غوس على موقع عالم كرة القدم.نت (الإنجليزية)
- شون غوس على موقع AS.com (الإسبانية)